# 과업
과업(課業)은 성과를 올리기 위해 인간적인 노력이 제공될 경우 신체적 노력이거나 정신적 노력을 불문하고 직무를 분석할 때 최소의 설명개념이다.